# Western Front Way

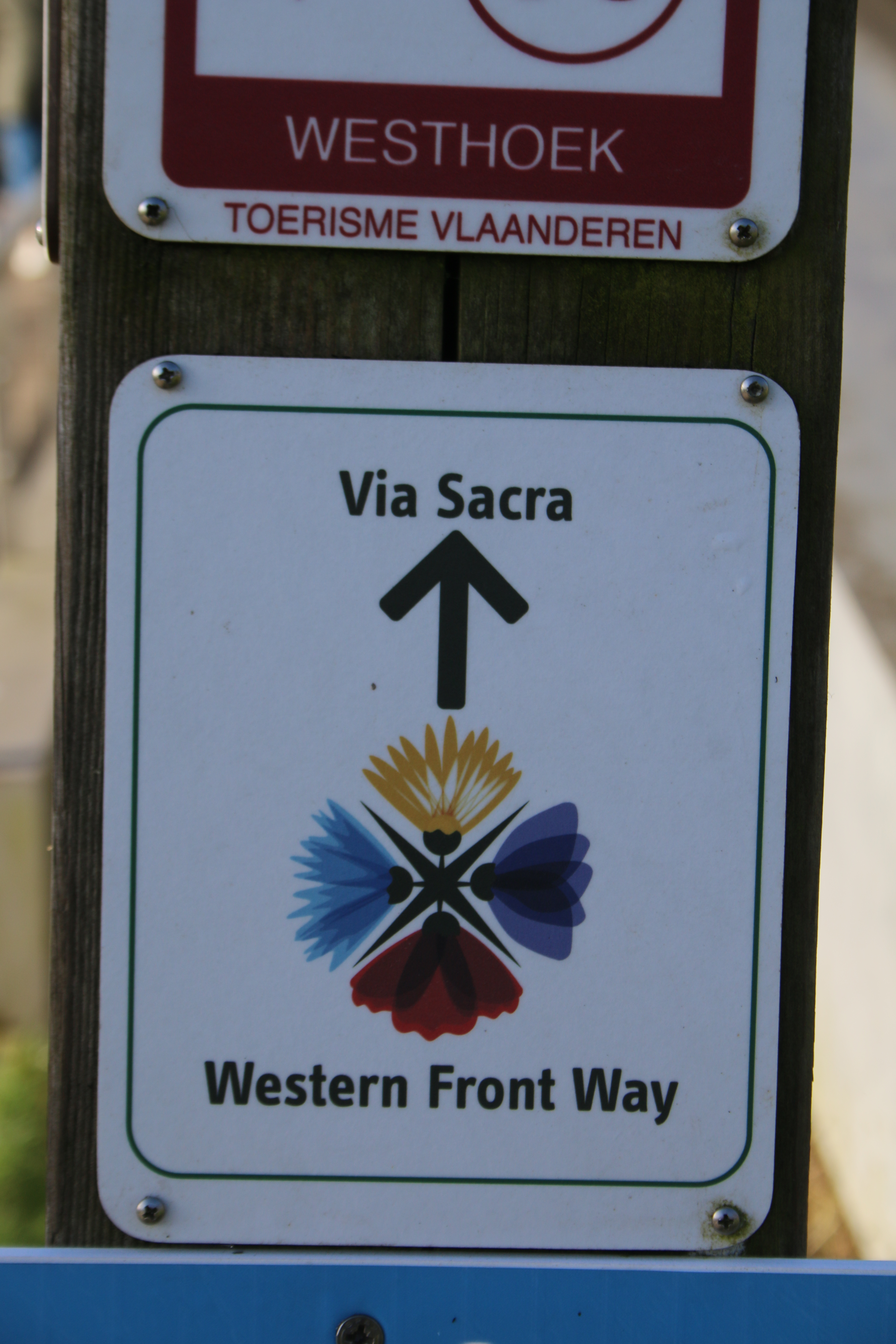

De Western Front Way of Via Sacra is een bewegwijzerd langeafstandswandelpad en fietsroute om het Westfront van de Eerste Wereldoorlog te herdenken. De route van zo'n 1000 km loopt van het Belgische Nieuwpoort tot aan de Frans-Zwitserse grens bij Pfetterhouse.

## Geschiedenis
In 2018 startte een Britse vereniging (trustee) met het uitstippelen van de Western Front Way of Via Sacra, een langeafstandswandelroute tussen Nieuwpoort en de Frans-Zwitserse grens.

## Naamgeving
De naam Via Sacra komt uit een brief die de jonge frontsoldaat Alexander Douglas Gillespie uit de loopgraven in 1915 naar huis stuurde vlak voor zijn dood. Hij droomde van een weg of pelgrimspad voor vrede of "via sacra" die de vernielde frontlinie zou moeten volgen: 
‘these fields are sacred in a sense, and I wish that when the peace comes, [...] to make one long avenue between the lines from the Vosges to the sea [...]  I would make a fine broad road in the No Man’s Land between the lines, with paths for pilgrims on foot, and plant trees for shade, and fruit trees, so that the soil should not be altogether waste. [...] Then I would like to send every man, woman and child in Western Europe on pilgrimage along that Via Sacra, so that they might think and learn what war means from the silent witnesses on either side" 